# Sainte-Agnès (Jura)
Sainte-Agnès é uma comuna francesa na região administrativa de Borgonha-Franco-Condado, no departamento de Jura. Estende-se por uma área de 4,08 km². Em 2010 a comuna tinha 366 habitantes (densidade: 89,7 hab./km²).